# BGFI Noah Tour
Pour les articles homonymes, voir BNT.
Le BGFI Noah Tour (BNT) est un tournoi de tennis international qui se déroule au Cameroun. Après deux premières éditions (2016 et 2017), il intègre pour la première fois, en 2018, la catégorie Future, niveau en dessous des circuits Challenger chez les hommes et du niveau challenger chez les femmes.
C’est le seul tournoi Future en Afrique Centrale. Il est doté d’un prize money de 25 000 $.

## Présent
Le BGFI Noah Tour est le premier tournoi ITF Future disputé au  Cameroun depuis 2007 et actuellement le seul d’Afrique Centrale parmi plus de 700 tournois Futures dans le monde. Ce tournoi est l’un des mieux classés dans la catégorie Future avec une dotation de 25 000 $ et un gain de 54 points au classement ATP. Il se déroule sur deux semaines avec un prize money de 50 000 $ et 108 points au total à gagner.

## Histoire

### Création
En dehors du Cameroun, il n’existe pas encore de compétition Internationale de tennis en Afrique centrale. Premier joueur d’origine africaine à avoir gagné le tournoi du Grand Chelem des Internationaux de France (ou Roland-Garros), Yannick Noah a souhaité participer au développement de ce sport dans ce continent.
Cela s’est d’abord traduit en 2015 par le parrainage, avec Tara Sports & Entertainment, du Mima Youth Open, tournoi international amateur pour les catégories jeunes, filles et garçons. Par la suite, Yannick Noah s’est engagé à travers un partenariat avec BGFI Bank, pour la mise en place du BGFI Noah Tour, tournoi international pour professionnels.
À l’observation, le tennis reste un sport élitiste en Afrique. L’absence d’infrastructures adaptées aux standards internationaux et l’insuffisance de compétitions de haut niveau explique la rareté des athlètes africains dans le top de l'ATP World Tour. La création du BNT répond donc à la volonté de développer et d’élever le tennis africain en général et camerounais en particulier[réf. nécessaire].

### Première édition
La première édition du BGFI Noah Tour s’est tenue au club du port autonome de Douala (PAD) en 2016. Ce site abrite des terrains en dur, faits de goudron. Le tournoi est ouvert aux joueurs locaux et internationaux. Le BNT a été pensé et conçu à destination exclusive des séniors, l’objectif ici étant de permettre aux nombreux jeunes qui excellent dans le tennis au Cameroun de se mesurer aux joueurs étrangers et de se faire repérer si possible pour poursuivre leur carrière à l’international. C’est pourquoi, pour pallier le manque de classement efficace, un tour préliminaire était organisé au Cameroun pour la sélection des meilleurs joueurs pour participer à la phase finale. Les joueurs étrangers quant à eux devraient justifier d’un classement minimum à l’ATP Afrique. Pour la première édition, six nationalités étaient présentes pour 62 compétiteurs. Le tournoi BGFI Noah Tour a été créé par Tara Sports & Entertainment et la banque BGFI Bank Group dans l’optique de construire et développer le tennis en Afrique.

### Domination congolaise
Denis Indondo remporte les deux reprises de 2016 et 2017. il est vainqueur lors de ces deux éditions le même adversaire le Béninois Alexis Klegou.

#### ÈreFutures
Pour sa troisième édition, en 2018, le BGFI Noah Tour devient un tournoi Futures et fait donc ses débuts à l’ITF. Le tournoi a eu lieu du 26 novembre au 8 décembre au Tennis Club de Yaoundé. La dotation qui était de 15 500 USD en 2016 est passée à 25 000 USD. Le tournoi permet aux vainqueurs de gagner des points dans leur classement ATP.
Cette possibilité d'acquérir des points important attire les joueurs de tennis Internationaux. Le nombre de participants et de nationalités augmente considérablement avec une moyenne de 62 joueurs en 2016 contre 200 en 2018, de plus de 50 origines différentes contre six pour les éditions précédentes, avec notamment la présence de certains joueurs classés en deçà des 500 meilleurs mondiaux.

## Palmarès
L'affiche des finales des éditions 2016 et de 2017 est ma même, le Congolais Denis Indondo contre le Béninois Alexis Klegou. Denis Indondo, après une victoire  en deux sets (6/3 - 6/4) lors de l'édition en 2016 s'impose 6/4 - 7/6 en 2017.
Les Tunisiens Skander Mansouri et Aziz Dougaz remportent le double de l'édition 2018. Deux tournois Future sont disputés en 2018. Le tournoi Future 1 est remporté par le [Tunisien Skander Mansouri, le Future 2 est gagné par le Francais Corentin Denolly.

## Primes et Points ATP
Devenu en  2018 un tournoi Future, la dotation globale du tournoi est de 50 000 USD soient 25 000 USD par semaine. Le prize money pour le single est de 18 750 USD par semaine, soient 5 150 USD pour le vainqueur. La dotation pour le tournoi double est de 6 250 USD.
Le vainqueur du tournoi est récompensé de 27 points ATP, quant au finaliste il est pour sa part récompensé de 15 points ATP. Les demi-finalistes sont récompensés de 8 points et les participants aux quarts de finale gagnent 3 points. Les participants au deuxième tour quant à eux gagnent 1 point.
En 2017, la dotation globale du tournoi était de 15 300 USD soit 4 500 USD pour le Vainqueur.
En 2016 la dotation globale était de 12 000 USD.

## Organisation

### Compétition
Les qualifications se déroulent sur une semaine. Plus de 100 joueurs sont alors invités à s’affronter, pour gagner sa place dans le tableau final comportant 32 joueurs et 16 têtes de séries.
Pour les doubles, le tableau final est composé de 6 équipes. Sur 5 jours, 15 épreuves ont lieu.

### En plus du tournoi
Un séminaire de formation à l’intention des officiels techniques et des ramasseurs de balles est organisé en prélude à chaque édition. En 2016, la formation a été faite par la Direction Technique Nationale. En 2017, c’est Patrice Hagelauer, coach de Yannick Noah lors de sa victoire à Roland Garros en 1983, qui fut la guest star ayant assuré la formation des techniciens camerounais. Comme innovation en 2018, un séminaire de formation des kinésithérapeutes a été organisé et coordonné par Marie Girard (Kiné officielle ATP Tour).
 
Une animation spéciale pour les écoles est également organisée afin de permettre à des élèves d’apprendre et de se familiariser avec la petite balle jaune.

## Stade
Le BGFI Noah Tour se joue une surface dure dans un site comportant quatre courts au Tennis Club de Yaoundé, situé dans le quartier Nlongkak.

## Aspects économiques

### Sponsors et partenaires
Le Sponsor majeur est la banque BGFI, parrain officiel depuis 2016, qui a participé à la création du tournoi. BGFI est le seul parrain officiel du tournoi. Les bâches de fond de courts de couleur bleue sont aux couleurs de la banque gabonaise et française.
Société Anonyme des Brasseries du Cameroun (SABC) fournit l'eau pour le tournoi.
Media Plus est un autre partenaire officiel du tournoi. Il fournit les éléments publicitaires et les écrans sur le site.

### Vidéographie
- [vidéo] « bgfi noah tour 2017 », 2017